# Australasian Championships 1924
Die 17. Australasian Championships waren ein Tennis-Rasenplatzturnier der Klasse Grand Slam, das von der ILTF veranstaltet wurde. Es fand vom 19. bis 26. Januar 1924 in Melbourne, Australien statt.
Titelverteidiger im Einzel waren Pat O’Hara Wood bei den Herren sowie Margaret Molesworth bei den Damen. Im Herrendoppel waren Pat O’Hara Wood und Bert St. John, im Damendoppel Esna Boyd und Sylvia Lance die Titelverteidiger. Im Mixed waren Sylvia Lance und Horace Rice die Titelverteidiger.